# さいたま市立浦和別所小学校
さいたま市立浦和別所小学校（さいたましりつ うらわべっしょしょうがっこう）は、埼玉県さいたま市南区別所にある公立小学校。

## 規模
- 2014年度 - 児童数831名25学級。武蔵浦和駅周辺の超高層マンションが学区内にあるため生徒数が増加傾向にある。
- 2020年度 - 児童数1097名31学級。

## 沿革
- 1934年（昭和9年） - 六辻尋常小学校（現さいたま市立南浦和小学校）分教場が現在地で開設。
- 1938年（昭和13年）3月31日 -　六辻尋常小学校分教場を廃し同日、北足立郡六辻村大字別所字東野台1709番地に六辻第二小学校を設置することを埼玉県知事より指定される。同時に六辻第二尋常小学校を埼玉県女子師範学校代用附属小学校に指定される。
- 1941年（昭和16年）4月1日 - 校名を六辻第二国民学校に改称。
- 1942年（昭和17年）4月1日 - 校名を浦和市第八国民学校に改称。
- 1943年（昭和18年）3月31日 - 校名を浦和市別所国民学校に改称し、女子師範学校附属小学校の指定を解除。
- 1947年（昭和22年）4月1日 - 校名を浦和市立別所小学校に改称。
- 1980年（昭和55年）4月30日 - 増築校舎（鉄筋4階建）竣工。
- 1998年（平成10年）1月25日 - 校庭遺跡調査。
- 2001年（平成13年）5月1日 - さいたま市誕生により、さいたま市立浦和別所小学校に改称（旧大宮市にも別所小があるため）。
- 2009年（平成21年）12月18日 - 生徒数増加に伴う西校舎建て替えのため、校舎お別れ見学会。
- 2010年（平成22年）1月8日 - 校舎改築に伴い仮設校舎使用開始。
- 2010年（平成22年）2月1日 - 西校舎解体工事着工。
- 2012年（平成24年）3月 - 西校舎完成。
- 2018年（平成30年）4月 - 開校８０周年。
- 2018年（平成30年）10月26日 - 開校８０周年記念式典挙行。

## アクセス
- JR東日本埼京線・武蔵野線「武蔵浦和駅」から徒歩6分。

## 周辺の道路・湖沼・河川・施設
- 国道17号（中山道）
- 白幡沼
- 笹目橋
- 眞福寺
- さいたま市立白幡中学校
- 埼玉県立浦和商業高等学校
- さいたま市立岸町小学校

## 出身著名人
- 村井英樹